# Șenileta T-1
Șenileta T-1 a fost un proiect dezvoltat de Armata Română în timpul celui de-al Doilea Război Mondial. Fabrica Ford din București trebuia să construiască între anii 1944 și 1945 o mie de tractoare șenilate, denumite oficial T-1 (Tractor 1). Acestea urmau să fie folosite pentru tractarea tunurilor antitanc Reșița Model 1943 de calibru 75 mm, fabricate în România. Vehiculul avea la bază tractorul sovietic utilizat în agricultură STZ. Vehiculul a fost proiectat de către inginerii militari specialiști ai Direcției Tehnice. Șenileta T-1 a fost testată parțial în vara anului 1944, cu rezultate bune. Motoarele și transmisia urmau a fi fabricate de către Rogifer, uzinele Reșița realizau cadrul și propulsia, iar fabrica Ford asigura caroseria și asamblarea. Doar cinci prototipuri au fost construite, fiindcă proiectul vânătorului de tancuri Mareșal avea prioritate. După 23 august 1944, proiectul a fost anulat. Tractorul T-1 a fost primul tractor fabricat în România.